# Principato vescovile di Basilea
Il principato vescovile di Basilea (in tedesco: Hochstift Basel, in latino Episcopatus Ac Principatus Basiliensis), fu uno Stato facente parte del Sacro Romano Impero (aveva il 41° voto nella Dieta) situato fra le alture del Giura, in unione personale con la differente Diocesi di Basilea sulla quale il principe-vescovo esercitava solo l'autorità spirituale spettante ad un ordinario presule. Ebbe una lunga durata, dal 999 al 15 febbraio 1803 per otto secoli.

## Storia
La diocesi di Basilea ricevette cospicue donazioni fin dall'Alto medioevo. La prima menzione dell'esistenza del capitolo della cattedrale risale all'830 circa; la vita comunitaria dei canonici fu abbandonata nel XII secolo; nel secolo successivo essi ottennero il diritto esclusivo di eleggere i vescovi, diritto che fino a quel momento era riservato all'imperatore.
Il territorio del principato differiva sostanzialmente da quello della diocesi, sia un senso che nell'altro. In particolare era esterna alla diocesi ma sottoposta al principato la cittadina di Bienne, alleata perpetua della Confederazione, e il suo territorio dell'Erguel, come pure il borgo della Neuveville. La Svizzera vantava infine diritti sul Moutier-Grandval, territorio diocesano.

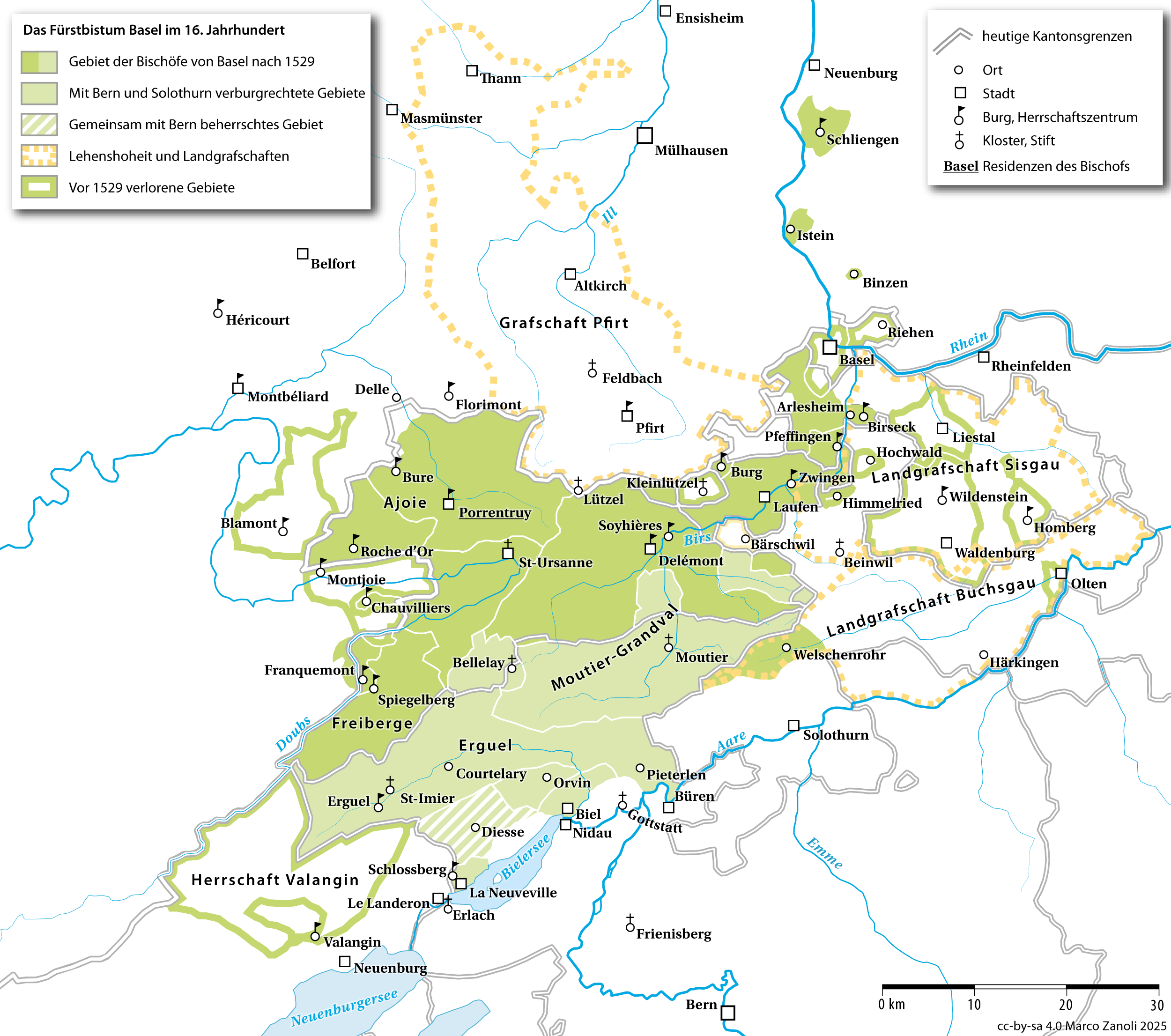
Mappa del 1600

La Riforma protestante colpì duramente gli interessi del vescovo. La stessa Basilea, che aveva aderito alla Confederazione, passò al calvinismo dando lo sfratto al clero cattolico. Il vescovo si rifugiò quindi a Porrentruy, paradossalmente fuori dalla diocesi. A questo punto la situazione si stabilizzò per tre secoli.
La Rivoluzione francese pose rapidamente fine al principato. La parte imperiale fu invasa nel 1792 e, dopo la rapida esperienza della Repubblica Rauracica, annessa alla Francia. Il vescovo scappò nella parte svizzera, ma anche questa fu presa dai francesi nel 1797 non appena degenerarono i rapporti con gli elvetici. Le ultime parti di territorio furono secolarizzate da Napoleone e annesse al Baden.